# 中储粮集团
中国储备粮管理集团有限公司，原称中国储备粮管理总公司（简称中储粮集团、中储粮；英文简称SINOGRAIN）是一家以粮油仓储、加工、贸易及物流，仓储技术研究、服务为主要经营范围，并对中央储备粮、油安全实施监控的大型国有企业。该公司成立于2000年，前身为国家粮食储备局（1991年3月至2000年4月）。总部位于北京市，截止2015年，共有23家分公司和4家子公司（全资或控股），其业务覆盖全国。另外拥有338个直属库，负责存储中央储备粮、油。中储粮在中国粮油市场有着举足重轻的地位，亦肩负着中华人民共和国国务院调控中国粮食市场的使命。
2017年11月，根据《中央企业公司制改制工作实施方案》要求，中储粮完成总公司本部工商改制变更登记工作。截至2017年底，中储粮总部已向380家直属企业下达同意改制批复，直属企业完成工商变更登记（公司制改制）的超过96%，压减法人企业68个。

## 业务
中储粮集团开展的业务有粮食仓储、粮油贸易、粮油加工、粮食物流、农业开发、科技开发等。其中代表性的技术有太阳能低温储粮技术研究（补充冷源技术、均衡粮温技术）、硅藻土杀虫剂防治储粮害虫应用技术研究开发与示范、粮库玉米减碎关键技术的开发与示范、就仓干燥技术及成套设备实仓应用示范等。

### 商标品牌
中储粮集团有多个商标和品牌：
- 中华粮网：1995年创建，中国最大的粮食行业门户网站
- 营口储运：2004年成立，中储粮总公司与营口港务集团合作创建，为公司东北地区重要的海运通道。
- 东鼎面粉：子公司安徽省东方面粉有限公司的知名品牌产品，为安徽省著名商标。
- 盛湘米业：子公司湖南盛湘粮食购销集团有限公司的知名品牌，于1998年创立。
- 黑龙江米联：子公司黑龙江中储粮收储经销有限公司的知名品牌。
- 东莞油脂：子公司东莞市中储粮粮油有限公司的知名品牌，2006年9月成立。
- 金鼎食用油：子公司中储粮油脂有限公司旗下的食用油品牌，2011年上市销售[3]。

## 组成
| 总公司     | 办公厅 · 仓储管理部 · 购销计划部 · 财务部 · 资产管理部 · 信息统计部 · 人力资源部 · 审计监察部 · 党群工作部 · 服务中心 |
| 分(子)公司 | 北京分公司 · 山西分公司 · 内蒙古分公司 · 辽宁分公司 · 吉林分公司 · 黑龙江分公司 · 南京分公司 · 浙江分公司 · 安徽分公司 · 福建分公司 · 江西分公司 · 山东分公司 · 河南分公司 · 湖北分公司 · 湖南分公司 · 广州分公司 · 广西分公司 · 成都分公司 · 贵州分公司· 云南分公司 · 西安分公司 · 兰州分公司 · 新疆分公司 · 北方公司 · 油脂公司 · 物流公司 |
| 直属库     | 全国共346个 |

其他子公司还有：
- 中储粮北方农业开发有限公司（全资）：位于黑龙江省嫩江县
- 中储粮油脂有限公司（全资）：位于北京市，主要生产豆油，棕榈油及硬脂
- 郑州华粮科技股份有限公司（控股）：位于郑州市
- 中储粮兴远经贸发展有限公司（全资）：位于北京市
- 安徽省东方面业有限责任公司：位于安徽省宿州市，主要生产面粉
- 湖南盛湘粮食购销集团有限公司（盛湘集团）：位于湖南省长沙市，主要经营加工大米
- 中央储备粮哈尔滨直属库隆鼎福制米厂：位于黑龙江省哈尔滨市，主要经营加工大米

## 丑闻

### 乔建军外逃
原中储粮河南周口直属库主任乔建军于2011年携公款潜逃至美国，于2015年3月在华盛顿州被逮捕，并被洛杉矶联邦检察官办公室起诉。

### 天津子公司直接使用煤制油罐车装入食用油
2024年5月，根据新京报援引知情人士爆料，国内不少罐车在运输食用油时，存在与化工液体混合运输的现象。新京报记者长时间跟踪调查后发现，5月24日，一辆从天津开往河北，尾号为76W的冀E牌罐车驶入中储粮油脂（天津）有限公司厂区正在等待运输大豆油，与罐车司机交谈发现运输完毕煤制油后未清洗罐体，且在罐车装满食用大豆油后离开厂房。7月6日，中储粮发表微博，表示公司内部针对近日媒体关于罐车运输油罐混用的报道高度重视、迅速行动，举一反三、引以为戒，在7月2日要求下属油脂公司开展排查的基础上，从7月5日开始在全系统深入开展专项大排查。对于检查发现存在违反规定的运输单位和承运车辆，立即依法终止运输合作，并列入集团公司服务采购“黑名单”；对发现的重大问题，主动向有关监管部门报告。对于直属企业及员工违反操作规程和工作纪律的，从严从快严肃处理。中储粮要求全系统各单位严格落实责任，严守工作规范，严防粮油污染风险，切实保障储备粮油食品安全。
7月9日，国务院食安办成立联合调查组，组织多个部门彻查事件。
8月25日，国务院食安办公布事件调查结果，隶属中储粮集团的“中储粮油脂（天津）有限公司”被开具人民币约286万元的罚款，金额居冠。